# Ебата Юкіко
Ебата Юкіко  (яп. 幸子 江畑; нар. 7 листопада 1989, Акіта, Японія) — японська волейболістка, олімпійська медалістка.

## Виступи на Олімпіадах
| Олімпіада   | Дисципліна | Місце |
| ----------- | ---------- | ----- |
| Лондон 2012 | волейбол   | 3     |